# Grand Prix Kanady 2019
Grand Prix Kanady 2019 (oficiálně Formula 1 Pirelli Grand Prix du Canada 2019) se jela na okruhu Circuit Gilles Villeneuve v Montréalu v Kanadě dne 9. června 2019. Závod byl sedmým v pořadí v sezóně 2019 šampionátu Formule 1.

## Kvalifikace
| Poř.                       | No. | Jezdec             | Konstruktér               | Časy v kvalifikaci | Časy v kvalifikaci | Časy v kvalifikaci | Pořadí na startu |
| Poř.                       | No. | Jezdec             | Konstruktér               | Q1                 | Q2                 | Q3                 | Pořadí na startu |
| -------------------------- | --- | ------------------ | ------------------------- | ------------------ | ------------------ | ------------------ | ---------------- |
| 1                          | 44  | Sebastian Vettel   | Ferrari                   | 1:11.200           | 1:11.142           | 1:10.240           | 1                |
| 2                          | 44  | Lewis Hamilton     | Mercedes                  | 1:11.518           | 1:11.010           | 1:10.446           | 2                |
| 3                          | 16  | Charles Leclerc    | Ferrari                   | 1:11.214           | 1:11.205           | 1:10.920           | 3                |
| 4                          | 3   | Daniel Ricciardo   | Renault                   | 1:11.837           | 1:11.532           | 1:11.071           | 4                |
| 5                          | 10  | Pierre Gasly       | Red Bull Racing-Honda     | 1:12.023           | 1:11.196           | 1:11.079           | 5                |
| 6                          | 77  | Valtteri Bottas    | Mercedes                  | 1:11.229           | 1:11.095           | 1:11.101           | 6                |
| 7                          | 27  | Nico Hülkenberg    | Renault                   | 1:11.720           | 1:11.553           | 1:11.324           | 7                |
| 8                          | 4   | Lando Norris       | McLaren-Renault           | 1:11.780           | 1:11.735           | 1:11.863           | 8                |
| 9                          | 55  | Carlos Sainz Jr.   | McLaren-Renault           | 1:11.750           | 1:11.572           | 1:13.981           | 11               |
| 10                         | 20  | Kevin Magnussen    | Haas-Ferrari              | 1:12.107           | 1:11.786           | Bez času           | BOX              |
| 11                         | 33  | Max Verstappen     | Red Bull Racing-Honda     | 1:11.619           | 1:11.800           |                    | 9                |
| 12                         | 26  | Daniil Kvjat       | Scuderia Toro Rosso-Honda | 1:11.965           | 1:11.921           |                    | 10               |
| 13                         | 99  | Antonio Giovinazzi | Alfa Romeo Racing-Ferrari | 1:12.122           | 1:12.136           |                    | 12               |
| 14                         | 23  | Alexander Albon    | Scuderia Toro Rosso-Honda | 1:12.020           | 1:12.193           |                    | 13               |
| 15                         | 8   | Romain Grosjean    | Haas-Ferrari              | 1:12.109           | Bez času           |                    | 14               |
| 16                         | 11  | Sergio Pérez       | Racing Point-BWT Mercedes | 1:12.197           |                    |                    | 15               |
| 17                         | 7   | Kimi Räikkönen     | Alfa Romeo Racing-Ferrari | 1:12.230           |                    |                    | 16               |
| 18                         | 18  | Lance Stroll       | Racing Point-BWT Mercedes | 1:12.266           |                    |                    | 17               |
| 19                         | 63  | George Russell     | Williams-Mercedes         | 1:13.617           |                    |                    | 18               |
| 20                         | 88  | Robert Kubica      | Williams-Mercedes         | 1:14.393           |                    |                    | 19               |
| 107% času vítěze: 1:16.184 |     |                    |                           |                    |                    |                    |                  |
| Zdroj:                     |     |                    |                           |                    |                    |                    |                  |

Poznámky
1. ↑  Carlos Sainz Jr. obdržel trest posunu o 3 místa vzad za blokování Alexandera Albona během kvalifikace.
2. ↑  Kevin Magnussen musel kvůli nehodě startovat z boxové uličky.

## Závod
| Poř.                                                               | No. | Jezdec             | Konstruktér               | Počet kol | Čas/Odstoupení      | Pořadí na startu | Body |
| ------------------------------------------------------------------ | --- | ------------------ | ------------------------- | --------- | ------------------- | ---------------- | ---- |
| 1                                                                  | 44  | Lewis Hamilton     | Mercedes                  | 70        | 1:29:07.084         | 2                | 25   |
| 2                                                                  | 5   | Sebastian Vettel   | Ferrari                   | 70        | +3.658              | 1                | 18   |
| 3                                                                  | 16  | Charles Leclerc    | Ferrari                   | 70        | +4.696              | 3                | 15   |
| 4                                                                  | 77  | Valtteri Bottas    | Mercedes                  | 70        | +51.043             | 6                | 13   |
| 5                                                                  | 33  | Max Verstappen     | Red Bull Racing-Honda     | 70        | +57.655             | 9                | 10   |
| 6                                                                  | 3   | Daniel Ricciardo   | Renault                   | 69        | +1 kolo             | 4                | 8    |
| 7                                                                  | 27  | Nico Hülkenberg    | Renault                   | 69        | +1 kolo             | 7                | 6    |
| 8                                                                  | 10  | Pierre Gasly       | Red Bull Racing-Honda     | 69        | +1 kolo             | 5                | 4    |
| 9                                                                  | 18  | Lance Stroll       | Racing Point-BWT Mercedes | 69        | +1 kolo             | 17               | 2    |
| 10                                                                 | 26  | Daniil Kvjat       | Scuderia Toro Rosso-Honda | 69        | +1 kolo             | 10               | 1    |
| 11                                                                 | 55  | Carlos Sainz Jr.   | McLaren-Renault           | 69        | +1 kolo             | 11               |      |
| 12                                                                 | 11  | Sergio Pérez       | Racing Point-BWT Mercedes | 69        | +1 kolo             | 15               |      |
| 13                                                                 | 99  | Antonio Giovinazzi | Alfa Romeo Racing-Ferrari | 69        | +1 kolo             | 12               |      |
| 14                                                                 | 8   | Romain Grosjean    | Haas-Ferrari              | 69        | +1 kolo             | 14               |      |
| 15                                                                 | 7   | Kimi Räikkönen     | Alfa Romeo Racing-Ferrari | 69        | +1 kolo             | 16               |      |
| 16                                                                 | 63  | George Russell     | Williams-Mercedes         | 68        | +2 kola             | 18               |      |
| 17                                                                 | 20  | Kevin Magnussen    | Haas-Ferrari              | 68        | +2 kola             | BOX              |      |
| 18                                                                 | 88  | Robert Kubica      | Williams-Mercedes         | 67        | +3 kola             | 19               |      |
| Ret                                                                | 23  | Alexander Albon    | Scuderia Toro Rosso-Honda | 59        | Poškození po kolizi | 13               |      |
| Ret                                                                | 4   | Lando Norris       | McLaren-Renault           | 8         | Zavěšení            | 8                |      |
| Nejrychlejší kolo: Valtteri Bottas (Mercedes) 1:13.078 (v kole 69) |     |                    |                           |           |                     |                  |      |
| Zdroj:                                                             |     |                    |                           |           |                     |                  |      |

Poznámky
1. ↑  Sebastian Vettel obdržel trest přičtení 5 sekund k času v cíli za nebezpečný návrat na trať.
2. ↑  Valtteri Bottas získal jeden bod za zajetí nejrychlejšího kola.

## Průběžné pořadí po závodě
Pohár jezdců
|        | Pořadí | Jezdec           | Body |
| ------ | ------ | ---------------- | ---- |
|        | 1      | Lewis Hamilton   | 162  |
|        | 2      | Valtteri Bottas  | 133  |
|        | 3      | Sebastian Vettel | 100  |
|        | 4      | Max Verstappen   | 88   |
|        | 5      | Charles Leclerc  | 70   |
| Zdroj: |        |                  |      |

Pohár konstruktérů
|        | Pořadí | Konstruktér           | Body |
| ------ | ------ | --------------------- | ---- |
|        | 1      | Mercedes              | 295  |
|        | 2      | Ferrari               | 172  |
|        | 3      | Red Bull Racing-Honda | 124  |
|        | 4      | McLaren-Renault       | 30   |
| 3      | 5      | Renault               | 28   |
| Zdroj: |        |                       |      |